# Гамзаєва Зарош Мірзабагір-кизи
Зарош Мірзабагір кизи Гамзаєва (азерб. Zəroş Mirzəbağır qızı Həmzəyeva; 22 березня 1925, Неграм — 6 червня 2004, Баку) — азербайджанська і радянська актриса театру, Заслужена артистка Азербайджану (1956), Народна артистка Азербайджану (1967).

## Життєпис
Зарош Мірзабагір кизи Гамзаєва народилася 22 березня 1925 року в селі Неграм Нахічеванської АРСР (нині — на території Бабецького району). У 1941 році в драматичному гуртку Нахічеванського театру познайомилася з директором театру актором Мірібрагімом Гамзаєвим. У вересні цього ж року вони одружилися. З тих пір Зарош Гамзаєва грала в масовках театру. І тільки в 1942 році вперше зіграла на сцені Нахічеванського державного музично-драматичного театру. Її першою роллю стала роль Етар у п'єсі Наджаф-бека Везірова «З-під дощу, та під зливу». У 1944 році Гамзаєва була удостоєна звання Заслуженої артистки Нахічеванської АРСР. До кінця 1940-х років Зарош Гамзаєва була основною виконавицею головних ролей на сцені Нахічеванського театру.
У 1948 році разом зі своїм чоловіком режисером Мірібрагімом Гамзаєвим була відряджена до Державного драматичного театру міста Карягіно (з 1959 року — Фізулі), який тоді був на межі закриття. Родині Гамзаєвих знову вдалося залучити глядачів до театру.
З 1950 року Зарош Гамзаєва знову почала грати на сцені Нахічеванського театру. У 1956 році їй було присвоєно звання Заслуженої артистки Азербайджанської РСР, а в 1967 році — Народної артистки цієї республіки.
У 1970 році Зарош Гамзаєва вийшла на сцену разом зі своїм сином Нізамі Гамзаєвим (нині — Заслужений артист Азербайджану) у виставі за п'єсою Карло Гольдоні «Трактирниця» (режисер Бахші Галандарли), зігравши Мірандоліну (Нізамі грав роль Фабріціо).
Тривалий час Зарош Гамзаєва була головою Жіночої ради Нахічевані, а також була обрана народним депутатом. У 2002 році указом президента Азербайджану Гейдара Алієва Зарош Гамзаєва за заслуги, проявлені у сфері розвитку азербайджанського театрального мистецтва, була нагороджена орденом «Слава».
Померла Зарош Гамзаєва 6 червня 2004 року в Баку. Похована на Другій Алеї почесного поховання в Баку. 6 червня 2008 року, в день четвертої річниці смерті Гамзаєвої, на стіні будинку, де проживала актриса, з ініціативи Міністерства культури і туризму Азербайджану була встановлена меморіальна дошка.